# En verden uden henrettelser
|  | Denne artikel er oprettet af botten PalnaBot ud fra en ekstern database. Den kan derfor have sproglige fejl eller mangler. Denne skabelon kan fjernes efter kontrol af indholdet. |

En verden uden henrettelser er en film med ukendt instruktør.

## Handling
Amnesty International: "Visse scener kan virke chokerende. De er chokerende. Derfor arbejder vi for en verden, hvor den slags scener aldrig mere vil forekomme". »En verden uden henrettelser« indeholder filmklip, der viser dødsstraffens sande, barske ansigt. Filmen indeholder bl.a. klip fra en sovjetisk dokumentarfilm om en ung morders henrettelse og en amerikansk dødsstraffanges sidste minutter, inden der sættes 2000 volt til den elektriske stol.